# 賀日あえ
賀日あえ（がじつあえ）は広島県尾道市の郷土料理。賀節（がせつ）、賀節あえとも呼ばれる。アナゴとホウレンソウを砂糖、酢、ゴマで和えた料理である。
正月などの祝日に来客をもてなす料理のひとつとして古くから食されていたが、活きのよいアナゴが手に入ったときなど、気軽に食されるようになっている。
尾道はアナゴとホウレンソウが代表的な産物でもあり、防腐効果のある酢と脱水効果のある砂糖を多量に用いて保存食とした料理である。